# شونسوكي فوكودا
شونسوكي فوكودا (باليابانية: 福田 俊介) (مواليد 17 أبريل 1986)، هو لاعب كرة قدم ياباني سابق كان يلعب كمدافع.

## وصلات خارجية
- شونسوكي فوكودا على موقع رابطة كرة القدم اليابانية للمحترفين (اليابانية)
- شونسوكي فوكودا على موقع قاعدة بيانات كرة القدم.إي يو (الإنجليزية)
- شونسوكي فوكودا على موقع Soccerway.com (الإنجليزية)
- شونسوكي فوكودا على موقع عالم كرة القدم.نت (الإنجليزية)
- شونسوكي فوكودا على موقع كووورة